# 赛木患
赛木患（学名：Lepisanthes oligophylla）为无患子科鳞花木属下的一个种。中国特有植物，仅产海南东南部和南部。常生密林中。